# Lista de vereadores de Barra Mansa
Esta é a lista de vereadores de Barra Mansa, município brasileiro do estado do Rio de Janeiro.
A Câmara Municipal de Barra Mansa, é formada por dezenove representantes.

## Legislatura de 2021–2024
Estes são os vereadores eleitos nas eleições de 15 de novembro de 2020, pelo período de 1° de janeiro de 2021 a 31 de dezembro de 2024:
| Mesa Diretora (2021-2022)                         |                       |                        |                              |
| Nome                                              | Início do mandato     | Fim do mandato         | Cargo                        |
| Luiz Antônio Furlani Filho (PSDB)                 | 1º de janeiro de 2021 | 31 de dezembro de 2022 | Presidente da Câmara         |
| Vicente de Paula Ferreira Júnior (PV)             | 1º de janeiro de 2021 | 31 de dezembro de 2022 | 1º Vice-presidente da Câmara |
| Demerson Sérgio Prado Novais (PSC)                | 1º de janeiro de 2021 | 31 de dezembro de 2022 | 2º Vice-presidente da Câmara |
| Jefferson Alessandro Galdino Mamede (PSC)         | 1º de janeiro de 2021 | 31 de dezembro de 2022 | 1º Secretário                |
| Cristina de Fátima Cardoso dos Santos Loures (PP) | 1º de janeiro de 2021 | 31 de dezembro de 2022 | 2ª Secretária                |

|    | Nome                                                                                    | Partido                                         | Votos | %    | Observações |
| -- | --------------------------------------------------------------------------------------- | ----------------------------------------------- | ----- | ---- | ----------- |
| 1  | Luiz Antônio Furlani Filho (2021-2022) (Barra Mansa, 11.12.1979–)                       | Partido da Social Democracia Brasileira (PSDB)  | 2.435 | 2,69 | 1º mandato  |
| 2  | Marcos André Gonçalves Pitombeira, Marquinhos Pitombeira (Barra Mansa, 20.03.1975–)     | Democratas (DEM)                                | 1.821 | 2,01 | 2º mandato  |
| 3  | Rayane Braga da Silva (Barra Mansa, 17.04.1991–)                                        | Partido Social Liberal (PSL)                    | 1.686 | 1,86 | 1º mandato  |
| 4  | Demerson Sérgio Prado Novais, Deco (Volta Redonda, 28.04.1988–)                         | Partido Social Cristão (PSC)                    | 1.641 | 1,81 | 1º mandato  |
| 5  | Paulo Afonso Sales Moreira da Silva, Paulo Chuchu (São José dos Campos, 21.08.1977–)    | Democratas (DEM)                                | 1.569 | 1,73 | 3º mandato  |
| 6  | Jefferson Alessandro Galdino Mamede (Resende, 02.12.1972–)                              | Partido Social Cristão (PSC)                    | 1.411 | 1,56 | 1º mandato  |
| 7  | Vicente de Paula Ferreira Júnior, Pissula (Rio de Janeiro, 09.12.1981–)                 | Partido Verde (PV)                              | 1.391 | 1,53 | 1º mandato  |
| 8  | Paulo César Ferreira, Paulo da Gráfica (Barra Mansa, 27.10.1960–)                       | Partido Social Liberal (PSL)                    | 1.367 | 1,51 | 1º mandato  |
| 9  | Daniel Volpe Maciel (Barra Mansa, 05.04.1993–)                                          | Progressistas (PP)                              | 1.336 | 1,47 | 2º mandato  |
| 10 | Paulo Sandro Soares (Barra Mansa, 03.03.1974–)                                          | Democracia Cristã (DC)                          | 1.263 | 1,39 | 1º mandato  |
| 11 | Gustavo de Almeida Gomes (Barra Mansa, 18.01.1987–)                                     | REPUBLICANOS                                    | 1.162 | 1,28 | 1º mandato  |
| 12 | Carlos José Rodrigues Figueira, Casé (Barra Mansa, 13.11.1971–)                         | Partido Social Liberal (PSL)                    | 1.153 | 1,27 | 1º mandato  |
| 13 | Cristina de Fátima Cardoso dos Santos Loures, Cristina Magno (Barra Mansa, 17.08.1966–) | Progressistas (PP)                              | 1.109 | 1,22 | 1º mandato  |
| 14 | Luciana de Oliveira Alves (Barra Mansa, 29.05.1978–)                                    | Democracia Cristã (DC)                          | 1.062 | 1,17 | 1º mandato  |
| 15 | Marcell Pereira Nunes Castro de Souza (Barra Mansa, 20.08.1988–)                        | CIDADANIA                                       | 1.054 | 1,16 | 2º mandato  |
| 16 | Dr. Eduardo Gonçalves Pimentel (Barra Mansa, 25.02.1982–)                               | Partido Verde (PV)                              | 1.051 | 1,16 | 1º mandato  |
| 17 | Fernanda Carreiro Alves, Professora Fernanda Carreiro (Barra Mansa, 10.06.1977–)        | Partido dos Trabalhadores (PT)                  | 839   | 0,93 | 1º mandato  |
| 18 | José Marques (Divino, 10.03.1947–)                                                      | Partido Social Democrático (PSD)                | 779   | 0,86 | 1º mandato  |
| 19 | Bruno Moreira de Oliveira (Barra Mansa, 18.10.1989–)                                    | Partido Renovador Trabalhista Brasileiro (PRTB) | 702   | 0,77 | 1º mandato  |

## Legislatura de 2017–2020
Estes são os vereadores eleitos nas eleições de 2 de outubro de 2016, pelo período de 1° de janeiro de 2017 a 31 de dezembro de 2020:
|    | Nome                                                                                     | Partido                                            | Votos | %    | Observações |
| -- | ---------------------------------------------------------------------------------------- | -------------------------------------------------- | ----- | ---- | ----------- |
| 1  | Paulo Afonso Sales Moreira da Silva, Paulo Chuchu (2019-2020) (Barra Mansa, 21.08.1977–) | Solidariedade (SD)                                 | 1.945 | 2,02 | 2º mandato  |
| 2  | Marcelo Borges da Silva, Cabeleireiro (2017-2018) (Barra Mansa, 14.06.1965–)             | Partido Democrático Trabalhista (PDT)              | 1.892 | 1,97 | 4º mandato  |
| 3  | Marcell Pereira Nunes Castro de Souza (Barra Mansa, 20.08.1988–)                         | Partido Trabalhista Brasileiro (PTB)               | 1.882 | 1,96 | 1º mandato  |
| 4  | Gustavo de Almeida Gomes (Barra Mansa, 18.01.1987–)                                      | Partido Trabalhista Brasileiro (PTB)               | 1.403 | 1,46 | 1º mandato  |
| 5  | Thiago Valério da Silva (Barra Mansa, 29.08.1982–)                                       | Partido Popular Socialista (PPS)                   | 1.358 | 1,41 | 1º mandato  |
| 6  | José Abel Mariano, Zé Abel (Barra Mansa, 17.03.1948–)                                    | Partido Republicano Brasileiro (PRB)               | 1.302 | 1,35 | 6º mandato  |
| 7  | Gilmar Lelis do Carmo (Barra Mansa, 04.09.1974–)                                         | Partido Renovador Trabalhista Brasileiro (PRTB)    | 1.231 | 1,28 | 1º mandato  |
| 8  | José Renato de Oliveira, Renatinho (Rio de Janeiro, 15.05.1966–)                         | Partido Progressista (PP)                          | 1.163 | 1,21 | 1º mandato  |
| 9  | Luís Antônio Cardoso (Barra Mansa, 02.12.1959–)                                          | Partido do Movimento Democrático Brasileiro (PMDB) | 1.137 | 1,18 | 5º mandato  |
| 10 | Vicente Carneiro Leão Filho, Vicentinho (Jequeri, 24.02.1959–)                           | Partido Socialista Brasileiro (PSB)                | 1.135 | 1,18 | 3º mandato  |
| 11 | Marcos André Gonçalves Pitombeira, Marquinhos Pitombeira (Barra Mansa, 20.03.1975–)      | Partido da Social Democracia Brasileira (PSDB)     | 1.135 | 1,18 | 1º mandato  |
| 12 | Elias Barbosa Romeiro, da Corbama (Barra Mansa, 28.04.1964–)                             | Partido Humanista da Solidariedade (PHS)           | 1.102 | 1,15 | 2º mandato  |
| 13 | Wellington Almeida Pires (Volta Redonda, 15.10.1987–)                                    | Partido Progressista (PP)                          | 987   | 1,03 | 1º mandato  |
| 14 | Carlos Roberto de Carvalho, Beleza (Santa Rita do Ibitipoca, 01.03.1975–)                | Partido Social Cristão (PSC)                       | 956   | 0,99 | 2º mandato  |
| 15 | Gilson de Assis Lopes, Pooxa Vida (Barra Mansa, 01.02.1968–)                             | Partido da Social Democracia Brasileira (PSDB)     | 952   | 0,99 | 1º mandato  |
| 16 | Dr. Jaime Alves de Almeida (Barra Mansa, 05.07.1974–)                                    | Partido Republicano Brasileiro (PRB)               | 952   | 0,99 | 2º mandato  |
| 17 | Daniel Volpe Maciel (Barra Mansa, 05.04.1993–)                                           | Partido Popular Socialista (PPS)                   | 951   | 0,99 | 1º mandato  |
| 18 | Zélio Resende Barbosa, Show (Barra Mansa, 14.04.1966–)                                   | Partido Renovador Trabalhista Brasileiro (PRTB)    | 861   | 0,89 | 1º mandato  |
| 19 | Maria Lúcia Moura da Fonseca, Professora Maria Lúcia (Valença, 28.09.1958–)              | Solidariedade (SD)                                 | 628   | 0,65 | 1º mandato  |

## Legenda
| Cor  | Significado          |
| Bege | Presidente da Câmara |
| Azul | Suplente             |